# Diego Colón
Diego Colón y Perestrelo (Porto Santo o Lisboa, Reino de Portugal, 1479 o 1480-La Puebla de Montalbán, Reino de España, 23 de febrero de 1526) fue el II almirante de la Mar Océana, II virrey de las Indias y VI gobernador general de las Indias. Hijo y sucesor de Cristóbal Colón en el almirantazgo, virreinato y gobierno de las Indias, con asiento en Santo Domingo, capital de la actual República Dominicana.

## Juventud
Diego Colón fue el hijo primogénito de Cristóbal Colón, marino y posterior descubridor del Nuevo Mundo, y de su esposa Felipa Moniz Perestrelo, portuguesa hija del capitán donatario de la isla de Porto Santo.

Cuando Colón partió para Castilla, dejó a su hijo Diego en Portugal junto a su madre, Felipa; la cual, en contra de lo que han afirmado algunos historiadores, estaba aún viva. Algún tiempo más tarde, ya fallecida Felipa, Diego sí viajó a Castilla junto a su padre, en concreto a la localidad andaluza de San Juan del Puerto, donde el niño fue acogido en casa de su tía Briolanja Moniz y del marido de esta, Miguel Muliart.
El futuro almirante se dedicó a buscar patronazgo para su proyecto y entabló una relación con la cordobesa Beatriz Enríquez de Arana, de la que nació el medio hermano de Diego, Hernando Colón, en 1488.
Durante algunos años, Diego Colón sirvió de paje a los Reyes Católicos.
En 1504 o 1505 su padre, quien ya era almirante de la Mar Océana y virrey de las Indias, intentó casarle con una de las hijas de Juan de Guzmán, III duque de Medina Sidonia, pero la boda no llegó a formalizarse probablemente por culpa de la oposición del rey Fernando el Católico, que recelaba del poder acumulado por el duque, y el peligro de casar a su hija con el hijo del virrey de las Indias.

## Gobernador de La Española
El fallecimiento de su padre Cristóbal, en mayo de 1506, convirtió a Diego Colón en heredero de sus privilegios en América. Sin embargo, el rey Fernando el Católico se negó en un primer momento a traspasar todos los derechos del almirante, aunque le nombró gobernador de la isla La Española en 1508. Por estas fechas, Colón dejó embarazada a una dama vizcaína, Isabel de Gamboa, que dio a luz a un hijo varón en octubre de 1508.
En ese mismo año Diego Colón se casó con María Álvarez de Toledo, quien era hija de Fernando Álvarez de Toledo y Enríquez —señor de Villorias— y sobrina de Fadrique Álvarez de Toledo y Enríquez, II duque de Alba de Tormes. Tanto su padre como su tío eran primos del rey Fernando por parte de madre. De esta manera la Casa de Colón se vinculó —a través de una de las casas más poderosas del reino: la de los Álvarez de Toledo— con la Monarquía Española. Isabel de Gamboa pleiteó durante mucho tiempo contra este matrimonio, pidiendo su anulación.
Diego Colón partió desde Cádiz para la isla La Española, donde llegó en julio de 1509, sustituyendo en el cargo a Nicolás de Ovando.
Rápidamente cambió a la cúpula administrativa y militar de Ovando y entabló un largo pleito —conocido como los "Pleitos Colombinos"— contra la corona, que fue resuelto mediante sentencia en la que se le reconocían derechos como virrey, pero con jurisdicción limitada para aquellos territorios que hubieran sido descubiertos oficialmente por su padre.
Diego Colón soñaba con crear una sociedad estamental, conformada por agrupaciones cerradas (nobleza, clero y "tercer estado" o "común"), partiendo de las circunstancias de nacimiento (la familia e incluso la primogenitura —determinada por el sexo y orden de nacimiento—), y una República de Indios bajo el control de sus aliados, los hidalgos (sin que el término "república" implicara alguna condición "republicana", sino aludiendo a la expresión latina res publica, entendible como "cosa pública", "bien común", sociedad o Estado), para lo cual utilizaría los repartos de indios, aparentemente la única riqueza tangible de la isla, distribuyéndolos a su antojo, con el objeto de premiar a sus amigos, creando así diferencias sociales.
Realizó el segundo repartimiento de indios (ya que muchos de los que habían sido repartidos en el primer repartimiento general de 1505 habían muerto). Favoreció a sus allegados y paniaguados, aunque duró poco, pues en 1514 se hizo un tercer repartimiento, el de Rodrigo de Alburquerque. Otra política que siguió, para ampliar su poder, fue forzar a la emigración de españoles a otras islas, con objeto de aliviar la presión demográfica que sufría La Española, y de tratar de ampliar sus dominios en otras islas, como Cuba —a la que envió a su lugarteniente Diego Velázquez de Cuéllar—, Jamaica o Puerto Rico, que fueron definitivamente conquistadas.
Como consecuencia de la actitud de Diego Colón, se crearon dos partidos entre los colonizadores españoles en América: por un lado, los hidalgos, veteranos españoles del descubrimiento y sus principales aliados, y por otro, los llamados realistas, formado por funcionarios reales y defensores españoles de una sociedad igualitaria aunque se discriminara a indígenas, solamente igualitaria para todos los colonizadores (fuesen hidalgos o no hidalgos), concediendo ciertos derechos a los indígenas, a quienes ambos bandos consideraban inferiores. La actitud de Colón provocó graves enfrentamientos entre españoles, en las islas descubiertas y aportó muy poco en la exploración de Tierra Firme, aunque sí logró que se descubriera el Mar del Sur u Océano Pacífico por Núñez de Balboa, y de ese modo abrió la posibilidad de expansión hacia el enorme sur. Vista la tensión existente, el rey Fernando le llamó a España a finales de 1514 y le sustituyó.
Para cortar la autoridad de Diego Colón, en 1511 se creó en La Española una Real Audiencia, a petición de los vecinos, compuesta de tres jueces de apelación y presidida por Diego, que estuvo en constantes conflictos entre los miembros de la misma. También se eliminaron de su jurisdicción los territorios de tierra firme y, por si faltaba algo, el monarca envió a Ibáñez de Ibarra y Rodrigo de Albuquerque (1514) como repartidores de indios, que procuraron, obviamente, perjudicar a Diego Colón y a sus amigos.
Como quiera que los dominicos se oponían cada vez con mayor dureza al sistema de las encomiendas, Diego Colón endureció sus posturas y, poco a poco, su conducta se fue haciendo cada vez menos discreta en cuanto a la rigidez e independencia de criterio que mostraba con respecto a la Corona española, llegando a formarse un partido real, dirigido por el tesorero Miguel de Pasamonte, y otro del Almirante, y a elevarse peticiones a la Corte para que Diego fuese relevado de su puesto. Mientras tanto, Diego fue montando una corte, cada vez más suntuosa, que intentaba rivalizar con la de España, muy poco adecuada, además, a la incipiencia de la colonia. Pasamonte arrebató, a su vez, a Diego la autoridad en los asuntos económicos, y el rey y el secretario Conchillos le abrumaban con sus continuas censuras.
Finalmente, el monarca Fernando sometió a juicio de residencia a sus oficiales e hizo volver a Diego Colón a España en 1515, mientras el cardenal Cisneros nombraba a tres religiosos jerónimos para regir las Indias.
Después de la sentencia de La Coruña, en 1520, se reintegró Diego Colón a su virreinato, protestando previamente contra la misma. Su segunda etapa se distinguió por acaecer la primera insurrección de esclavos negros (el 26 de diciembre de 1522), y por los continuos conflictos con la audiencia y los oficiales reales, culminando todo el proceso en el año 1523, en que el rey Carlos I de España y V del Sacro Imperio Romano Germánico le suspendió en sus funciones y le obligó a regresar a España, donde prosiguió los pleitos y siguió acompañando a la corte en sus continuos viajes.
Mientras se dirigía a Sevilla para asistir a la boda del rey Carlos I con Isabel de Portugal, le sorprendió la muerte. Diego Colón falleció en 1526 en La Puebla de Montalbán (Toledo). Su tumba estuvo durante muchos años en el monasterio de la Cartuja, en Sevilla, pero desde el 2011 están en paradero desconocido. Quien está enterrado en la Catedral de Sevilla es su hermano, don Hernando Colón.
El título de virrey de Diego Colón fue meramente honorífico, pues la Corona solo le hizo efectivo el de gobernador. Su viuda, la enérgica y tenaz virreina María de Toledo (fallecida en el año 1549), asesorada por su cuñado Fernando Colón, prosiguió los pleitos hasta el arbitraje de 1536. Su hijo y heredero Luis Colón y Álvarez de Toledo fue el primer duque de Veragua, título que obtuvo a costa de renunciar a parte de los derechos que le había reclamado su padre a la corona.

## Retrato
Fray Bartolomé de las Casas, que muy bien le conoció, dejó este retrato de él en el segundo tomo de su historia: 

Fue persona de gran estatura, como su padre, gentil hombre y los miembros bien proporcionados, el rostro luengo y la cabeza empinada, y que representaba tener persona de señor y de autoridad. Era muy bien acondicionado y de buenas entrañas, más simple que recatado ni malicioso; medianamente bien hablado, devoto y temeroso de Dios y amigo de religiosos, de los de San Francisco en especial, como lo era su padre, aunque ninguno de otra orden se pudiera dél quejar y mucho menos los de Santo Domingo. Temía mucho de errar en la gobernación que tenía a su cargo; encomendábase mucho a Dios, suplicándole lo alumbrase para hacer lo que era obligado.

## Familia

### Descendencia
Diego Colón tuvo 6 hijos con María Álvarez de Toledo:
- María Colón de Toledo: Casó con Sancho Folch de Cardona y Ruiz de Lihori,[10] I marqués de Guadalest, y engendró a Cristóbal de Cardona y Colón de Toledo (II marqués de Guadalest), Luis de Cardona y Colón de Toledo (Señor de la Alcudia) y María de Cardona y Colón de Toledo (III marquesa de Guadalest).[10]
- Luis Colón de Toledo: II Duque de Veragua, II Marqués de la Jamaica, III Gran almirante y Adelantado Mayor de las Indias y I Duque de la Vega de Santo Domingo.[11] Casó con María de Mosquera y Pasamonte, hija de Juan de Mosquera (regidor del ayuntamiento de Santo Domingo), y engendró a Felipa (duquesa de Veragua y de la Vega de Santo Domingo y marquesa de la Jamaica; casó con su primo Diego Colón de Toledo, falleció sin descendencia en 1577) y a María Colón de Mosquera (monja). Tuvo a Cristóbal Colón de Carvajal (1565-1601) en un segundo matrimonio, con Luisa de Carvajal, quien falleció sin hijos.
- Juana Colón de Toledo: Casó con su primo Luis de la Cueva y Toledo.
- Isabel Colón de Toledo: Casó con Jorge Alberto de Portugal y Melo, I conde de Gelves, hijo de Álvaro de Braganza.
- Cristóbal Colón de Toledo: Casó con María Leonor Lerma de Zuazo; no tuvo descendencia. Casó luego con Ana de Pravia y la Rocha, con quien engendró a Diego Colón de Pravia (casó con su prima Felipa Colón de Mosquera) y a Francisca Colón de Pravia (casó con Diego de Ortegón). Casó por tercera vez con María Magdalena de Guzmán y Anaya, y engendró a María Colón de Guzmán (casó con Luis de Ávila y Benavides, señor del mayorazgo de Dávila).
- Diego Colón de Toledo: Nació en Santo Domingo en 1524 y casó en secreto con Isabel Justiniani o Justiniano y Sánchez en 1544, hija de Battista Justiniani y Justiniani, natural de la República de Génova, y Brígida Sánchez y Mendoza, natural de Sevilla. Tuvo dos hijos legítimos: Cristóbal y Luis Colón y Justiniano. Isabel era sobrina carnal de la ayudante de cámara de la Virreina, Isabel Núñez de Andrada y Agüero. Diego Colón de Toledo murió en 1546, a los 22 años, en Nombre de Dios, Panamá, asesinado por los naturales.[12]

### Ancestros
| \| \| \| \| \| \| \| \| \| \| \| \| \| \| \| \| \| \| \| \| 4. Doménico Colombo \| \| \| \| \| \| \| \| \| \| \| \| \| \| \| \| \| \| \| \| \| \| \| \| \| \| \| \| \| \| \| \| \| \| \| \| \| \| \| \| \| \| \| \| \| \| \| \| \| \| \| \| \| \| 2. Cristóbal Colón, 1. Almirante de las Indias \| \| \| \| \| \| \| \| \| \| \| \| \| \| \| \| \| \| \| \| \| \| \| \| \| \| \| \| \| \| \| \| \| \| \| \| \| \| \| \| \| \| \| \| \| \| \| \| \| \| \| \| \| \| 5. Susanna Fontanarrosa \| \| \| \| \| \| \| \| \| \| \| \| \| \| \| \| \| \| \| \| \| \| \| \| \| \| \| \| \| \| \| \| \| \| \| \| \| \| \| \| \| \| \| \| \| \| \| \| \| \| \| \| \| \| 1. Diego Colón y Perestrelo, 2. Almirante de las Indias \| \| \| \| \| \| \| \| \| \| \| \| \| \| \| \| \| \| \| \| \| \| \| \| \| \| \| \| \| \| \| \| \| \| \| \| \| \| \| \| \| \| \| \| \| \| \| \| \| \| \| \| \| \| 24. Gabriele Pallastrelli \| \| \| \| \| \| \| \| \| \| \| \| \| \| \| \| \| \| \| \| \| \| \| \| \| \| \| \| \| \| \| \| \| \| \| \| \| \| \| \| \| \| \| \| \| \| \| \| \| \| \| \| \| \| 12. Filippo Pallastrelli \| \| \| \| \| \| \| \| \| \| \| \| \| \| \| \| \| \| \| \| \| \| \| \| \| \| \| \| \| \| \| \| \| \| \| \| \| \| \| \| \| \| \| \| \| \| \| \| \| \| \| \| \| \| 25. Bertolina Bracciforte \| \| \| \| \| \| \| \| \| \| \| \| \| \| \| \| \| \| \| \| \| \| \| \| \| \| \| \| \| \| \| \| \| \| \| \| \| \| \| \| \| \| \| \| \| \| \| \| \| \| \| \| \| \| 6. Bartolomeu Perestrelo, 1. Señor y Capitán-Donatario de Porto Santo \| \| \| \| \| \| \| \| \| \| \| \| \| \| \| \| \| \| \| \| \| \| \| \| \| \| \| \| \| \| \| \| \| \| \| \| \| \| \| \| \| \| \| \| \| \| \| \| \| \| \| \| \| \| 13. Caterina Visconti \| \| \| \| \| \| \| \| \| \| \| \| \| \| \| \| \| \| \| \| \| \| \| \| \| \| \| \| \| \| \| \| \| \| \| \| \| \| \| \| \| \| \| \| \| \| \| \| \| \| \| \| \| \| 3. Filipa Moniz \| \| \| \| \| \| \| \| \| \| \| \| \| \| \| \| \| \| \| \| \| \| \| \| \| \| \| \| \| \| \| \| \| \| \| \| \| \| \| \| \| \| \| \| \| \| \| \| \| \| \| \| \| \| 28. Martim Fagundes \| \| \| \| \| \| \| \| \| \| \| \| \| \| \| \| \| \| \| \| \| \| \| \| \| \| \| \| \| \| \| \| \| \| \| \| \| \| \| \| \| \| \| \| \| \| \| \| \| \| \| \| \| \| 14. Vasco Martins Moniz \| \| \| \| \| \| \| \| \| \| \| \| \| \| \| \| \| \| \| \| \| \| \| \| \| \| \| \| \| \| \| \| \| \| \| \| \| \| \| \| \| \| \| \| \| \| \| \| \| \| \| \| \| \| 29. Branca Lourenço \| \| \| \| \| \| \| \| \| \| \| \| \| \| \| \| \| \| \| \| \| \| \| \| \| \| \| \| \| \| \| \| \| \| \| \| \| \| \| \| \| \| \| \| \| \| \| \| \| \| \| \| \| \| 7. Isabel Moniz \| \| \| \| \| \| \| \| \| \| \| \| \| \| \| \| \| \| \| \| \| \| \| \| \| \| \| \| \| \| \| \| \| \| \| \| \| \| \| \| \| \| \| \| \| \| \| \| \| \| \| \| \| \| 30. Paio Pereira \| \| \| \| \| \| \| \| \| \| \| \| \| \| \| \| \| \| \| \| \| \| \| \| \| \| \| \| \| \| \| \| \| \| \| \| \| \| \| \| \| \| \| \| \| \| \| \| \| \| \| \| \| \| 15. Brites Pereira \| \| \| \| \| \| \| \| \| \| \| \| \| \| \| \| \| \| \| \| \| \| \| \| \| \| \| \| \| \| \| \| \| \| \| \| \| \| \| \| \| \| \| \| \| \| \| \| \| \| \| \| \| \| 31. \| \| \| \| \| \| \| \| \| \| \| \| \| \| \| \| \| \| \| \| \| \| \| \| \| \| \| \| \| \| \| \| \| \| \| \| \| \| \| \| \| \| \| \| \| \| \| \| \| \| \| \| |                                                                       |  |  |  |  |  |  |  |  |  |  |  |  |  |  |  |
| |                                                                       |  |  |  |  |  |  |  |  |  |  |  |  |  |  |  |
| | 4. Doménico Colombo                                                   |  |  |  |  |  |  |  |  |  |  |  |  |  |  |  |
| |                                                                       |  |  |  |  |  |  |  |  |  |  |  |  |  |  |  |
| |                                                                       |  |  |  |  |  |  |  |  |  |  |  |  |  |  |  |
| | 2. Cristóbal Colón, 1. Almirante de las Indias                        |  |  |  |  |  |  |  |  |  |  |  |  |  |  |  |
| |                                                                       |  |  |  |  |  |  |  |  |  |  |  |  |  |  |  |
| |                                                                       |  |  |  |  |  |  |  |  |  |  |  |  |  |  |  |
| | 5. Susanna Fontanarrosa                                               |  |  |  |  |  |  |  |  |  |  |  |  |  |  |  |
| |                                                                       |  |  |  |  |  |  |  |  |  |  |  |  |  |  |  |
| |                                                                       |  |  |  |  |  |  |  |  |  |  |  |  |  |  |  |
| | 1. Diego Colón y Perestrelo, 2. Almirante de las Indias               |  |  |  |  |  |  |  |  |  |  |  |  |  |  |  |
| |                                                                       |  |  |  |  |  |  |  |  |  |  |  |  |  |  |  |
| |                                                                       |  |  |  |  |  |  |  |  |  |  |  |  |  |  |  |
| | 24. Gabriele Pallastrelli                                             |  |  |  |  |  |  |  |  |  |  |  |  |  |  |  |
| |                                                                       |  |  |  |  |  |  |  |  |  |  |  |  |  |  |  |
| |                                                                       |  |  |  |  |  |  |  |  |  |  |  |  |  |  |  |
| | 12. Filippo Pallastrelli                                              |  |  |  |  |  |  |  |  |  |  |  |  |  |  |  |
| |                                                                       |  |  |  |  |  |  |  |  |  |  |  |  |  |  |  |
| |                                                                       |  |  |  |  |  |  |  |  |  |  |  |  |  |  |  |
| | 25. Bertolina Bracciforte                                             |  |  |  |  |  |  |  |  |  |  |  |  |  |  |  |
| |                                                                       |  |  |  |  |  |  |  |  |  |  |  |  |  |  |  |
| |                                                                       |  |  |  |  |  |  |  |  |  |  |  |  |  |  |  |
| | 6. Bartolomeu Perestrelo, 1. Señor y Capitán-Donatario de Porto Santo |  |  |  |  |  |  |  |  |  |  |  |  |  |  |  |
| |                                                                       |  |  |  |  |  |  |  |  |  |  |  |  |  |  |  |
| |                                                                       |  |  |  |  |  |  |  |  |  |  |  |  |  |  |  |
| | 13. Caterina Visconti                                                 |  |  |  |  |  |  |  |  |  |  |  |  |  |  |  |
| |                                                                       |  |  |  |  |  |  |  |  |  |  |  |  |  |  |  |
| |                                                                       |  |  |  |  |  |  |  |  |  |  |  |  |  |  |  |
| | 3. Filipa Moniz                                                       |  |  |  |  |  |  |  |  |  |  |  |  |  |  |  |
| |                                                                       |  |  |  |  |  |  |  |  |  |  |  |  |  |  |  |
| |                                                                       |  |  |  |  |  |  |  |  |  |  |  |  |  |  |  |
| | 28. Martim Fagundes                                                   |  |  |  |  |  |  |  |  |  |  |  |  |  |  |  |
| |                                                                       |  |  |  |  |  |  |  |  |  |  |  |  |  |  |  |
| |                                                                       |  |  |  |  |  |  |  |  |  |  |  |  |  |  |  |
| | 14. Vasco Martins Moniz                                               |  |  |  |  |  |  |  |  |  |  |  |  |  |  |  |
| |                                                                       |  |  |  |  |  |  |  |  |  |  |  |  |  |  |  |
| |                                                                       |  |  |  |  |  |  |  |  |  |  |  |  |  |  |  |
| | 29. Branca Lourenço                                                   |  |  |  |  |  |  |  |  |  |  |  |  |  |  |  |
| |                                                                       |  |  |  |  |  |  |  |  |  |  |  |  |  |  |  |
| |                                                                       |  |  |  |  |  |  |  |  |  |  |  |  |  |  |  |
| | 7. Isabel Moniz                                                       |  |  |  |  |  |  |  |  |  |  |  |  |  |  |  |
| |                                                                       |  |  |  |  |  |  |  |  |  |  |  |  |  |  |  |
| |                                                                       |  |  |  |  |  |  |  |  |  |  |  |  |  |  |  |
| | 30. Paio Pereira                                                      |  |  |  |  |  |  |  |  |  |  |  |  |  |  |  |
| |                                                                       |  |  |  |  |  |  |  |  |  |  |  |  |  |  |  |
| |                                                                       |  |  |  |  |  |  |  |  |  |  |  |  |  |  |  |
| | 15. Brites Pereira                                                    |  |  |  |  |  |  |  |  |  |  |  |  |  |  |  |
| |                                                                       |  |  |  |  |  |  |  |  |  |  |  |  |  |  |  |
| |                                                                       |  |  |  |  |  |  |  |  |  |  |  |  |  |  |  |
| | 31.                                                                   |  |  |  |  |  |  |  |  |  |  |  |  |  |  |  |
| |                                                                       |  |  |  |  |  |  |  |  |  |  |  |  |  |  |  |
| |                                                                       |  |  |  |  |  |  |  |  |  |  |  |  |  |  |  |